# Rhamphinion
Rhamphinion (il cui nome significa "becco sulla nuca"; dal greco rhamphos ossia "becco", parte comune nei nomi dei 'rhamphorhynchoidi', unito alla parola inion ossia "nuca", la parte di cranio conosciuta del cranio dell'animale) è un genere estinto di pterosauro vissuto nel Giurassico inferiore, circa 190 milioni di anni fa (Sinemuriano-Pliensbachiano), in quella che oggi è la Formazione Kayenta, nel nord dell'Arizona, Stati Uniti. Il genere contiene una singola specie, ossia R. jenkinsi.

## Scoperta
La specie tipo, Rhamphinion jenkinsi, è stata descritta e nominati nel 1984 da Kevin Padian, basata sull'olotipo MNA V 4500, un cranio parziale, che comprende la regione occipitale, il giugale parziale sinistro, un frammento della mandibola con due denti conservati, e l'impressione di un terzo dente e un altro frammento che non è stato possibile identificare. Il nome specifico onora chi per primo scoprì il fossile dell'animale, Farish Alston Jenkins Jr. All'epoca della sua scoperta, Ramphinion rappresentava il più antico pterosauro conosciuto dall'emisfero occidentale (record oggi superato da Caelestiventus). Padian non assegnò Ramphinion a nessuna famiglia o sottordine all'interno di Pterosauria, ma notò che il giugale era diverso da quello degli pterodactyloidi, e quindi potrebbe essere appartenuto ad un "rhamphorhynchoide", ossia uno pterosauro basale. Un osso dell'ala di un altro pterosauro della stessa formazione, trovato nel 1981, potrebbe anch'esso appartenere ad un "rhamphorynchoide", con un'apertura alare di circa 1,5 metri (4,9 piedi). Peter Wellnhofer era d'accordo sul fatto che un'identità "rhamphorhynchoide" fosse molto probabile, ma David Unwin era più esitante a classificare i suoi resti frammentari nella sua opera The Pterosaurs: From Deep Time, osservandolo solo come una "specie possibilmente valida di relazioni incerte". Una recente analisi cladistica di Jidapterus recupera Rhamphinion come parente stretto di Dimorphodon e Parapsicephalus, all'interno di Dimorphodontia.